# Alfred Achermann
Alfred Achermann (* 17. Juli 1959 in Römerswil) ist ein ehemaliger Schweizer Radrennfahrer.

## Sportliche Laufbahn
Alfred Achermann wuchs in einer Familie mit zwei Brüdern und drei Schwestern auf, die jedoch alle keinen Sport betrieben. Er besuchte die Schule in Hochdorf und legte den Schulweg mit dem Fahrrad zurück, was ihn zum Radsport brachte. Er machte eine Ausbildung zum Metzger und arbeitete täglich von sechs bis zwölf Uhr bei einer Grossmetzgerei; sein Arbeitgeber unterstützte seine sportlichen Ambitionen.
1982 belegte Alfred Achermann bei der Meisterschaft von Zürich der Amateure Rang zwei. Im selben Jahr startete er bei den Strassenweltmeisterschaften auf dem britischen Goodwood Circuit mit Daniel Heggli, Richard Trinkler und Urs Zimmermann im Mannschaftszeitfahren und wurde Vize-Weltmeister. 1984 nahm Achermann an den Olympischen Spielen in Los Angeles teil und errang gemeinsam mit Benno Wiss, Laurent Vial und Richard Trinkler die Silbermedaille im Mannschaftszeitfahren.
Anschliessend wechselte Achermann zu den Profis. In den folgenden Jahren fuhr er sieben Grand Tours. 1987 wurde er Dritter der 23. Etappe der Tour de France. Im selben Jahr belegte er beim Grand Prix Pino Cerami Platz drei. 1988 wurde er Zweiter der siebten Etappe der Tour de Suisse. Mehrfach belegte er bei Etappen von Rundfahrten Plätze unter den ersten Zehn. Fünf Mal startete er bei Klassikern und beendete 1986 die Lombardei-Rundfahrt als Achter. 1988 stürzte er bei Paris–Roubaix im Wald von Arenberg schwer. Die Bilder vom blutüberströmten Achermann gingen um die Welt. Er bestritt auch (wenig erfolgreich) Rennen auf der Bahn; so trat er beim Zürcher Sechstagerennen an.
1991 beendete Alfred Achermann seine Radsportlaufbahn.

## Grand Tour-Platzierungen
| Grand Tour            | 1985 | 1986 | 1987 | 1988 | 1989 | 1990 | 1991 |
| --------------------- | ---- | ---- | ---- | ---- | ---- | ---- | ---- |
| Vuelta a EspañaVuelta | –    | –    | DNF  | –    | –    | –    | –    |
| Giro d’ItaliaGiro     | 126  | –    | –    | –    | –    | –    | –    |
| Tour de FranceTour    | –    | –    | 86   | 125  | 80   | DNF  | 145  |

## Teams
- 1984 Cilo-Aufina
- 1985 Cilo
- 1986–1988 Kas
- 1989 Domex-Weinmann
- 1990 Weinmann-SMM-Ulster
- 1991 Weinmann-Eddy Merckx